# Érezée
Érezée (wa. Erezêye) – miejscowość i gmina (commune) w południowo-wschodniej Belgii, w Regionie Walońskim, w prowincji Luksemburg, w okręgu Marche-en-Famenne. 1 stycznia 2024 roku liczyła 3345 mieszkańców.  

## Podział administracyjny
W skład gminy wchodzą trzy dzielnice (section):
- Amonines
- Mormont
- Soy